# Pallaskatt
Pallaskatt (Otocolobus manul eller Felis manul), manul eller stäppkatt är ett litet kattdjur som förekommer i Centralasien. Katten har fått sitt namn efter den tyske naturforskaren Peter Simon Pallas som också utfört en vetenskaplig beskrivning av arten och tilldelat den dess vetenskapliga namn. Den är den enda arten i sitt släkte, Otocolobus.
Släktnamnet Otocolobus kommer från de grekiska orden för stympat öra, medan manul är från mongoliskan.

## Kännetecken
Denna katt är ungefär lika stor eller något mindre än en tamkatt men kan på grund av de korta extremiteterna och den långa pälsen uppfattas som större än denna. Kroppslängden ligger på omkring 45–65 cm och svansen är cirka 31–35 cm lång. Vikten uppgår till 3–5 kg. Den tjocka och fluffiga svansen smalnar inte av mot slutet utan har samma tjocklek över hela sin längd. Huvudet är förhållandevis litet och brett med korta, rundade, lågt sittande öron och stora, framåtriktade ögon som tillsammans ger nosen ett tillplattat utseende. Djurets utseende ledde inledningsvis till att dess upptäckare Peter Simon Pallas felaktigt klassificerade det som en anfader till perserkatten.
Pälsen är gulaktig och har mörka strimmor, som inte alltid är tydligt synliga. Färgskillnader finns även mellan olika individer samt mellan de tre underarterna. Däremot förekommer ingen könsdimorfism beträffande färgen.

## Utbredning och bestånd
Utbredningsområdet sträcker sig från västra Iran över Afghanistan, Kazakstan, Turkmenistan, Kirgizistan, norra Pakistan, de indiska provinserna Ladakh och Sikkim, Tibet och stora delar av Kina till södra Sibirien och Mongoliet. Arten observerades för första gången i Bhutan år 2012, vilket även blev dess första dokumenterade förekomst i östra Himalaya. Även i Nepal observerades pallaskatten för första gången 2012. Tidigare har den även observerats i Armenien, Azerbajdzjan, Uzbekistan och Tadzjikistan.
Biotopen utgörs företrädesvis av bergsområden upp till 4 800 meter över havet, dock utan ständig snö, samt av klippiga stäpper.
Internationella naturvårdsunionen (IUCN) konstaterar att populationen minskar. Tidigare listades arten som nära hotad (NT), men noggrannare undersökningar har givit vid handen att populationen, om än fragmenterad, är större än vad man tidigare trott, så därför är arten i 2019/2020 års undersökning klassificerad som livskraftig (LC)..

## Underarter
Arten har flera färgformer; alla forskare är emellertid inte eniga om dessa ska ses som underarter eller geografiska former. Emellertid är tre former eller underarter kända:
- Otocolobus manul manul Pallas, 1776: den vanligaste färgformen; finns över större delen av utbredningsområdet, men främst i Mongoliet och Kina
- Otocolobus manul ferrugineus Ognev, 1928: mer rödorange i färgen, med tydliga röda fläckar och strimmor. Från Kaspiska havet till Pakistan
- Otocolobus manul nigripecta Hodgson, 1842: mer gråaktig i färgen, speciellt i sin vinterdräkt. I asiatiska Ryssland, Nepal och Tibet

Ett internationellt program till skydd för pallaskatten, startat 2012, har som ett av sina syften att försöka reda ut artens taxonomi.

## Ekologi

### Habitat och aktivitet
Habitatet utgörs av alpina grässlätter och buskaktiga stäpper. Arten kan gå upp till 5 900 m i Himalaya.
Pallaskatt för ett solitärt levnadssätt och är mest aktiv under gryning och skymning; på dagen gömmer den sig i grottor eller bergssprickor. På vintern nyttjar den gärna hålor grävda av murmeldjuret Marmota sibirica.
Pallaskattens hemområde, åtminstone i dess mongoliska population, är förhållandevis stort i jämförelse med andra kattdjur av liknande storlek. Hemområdets storlek påverkas av såväl tätheten av bytesdjur som närheten till människan; stora delar av kattens utbredningsområde bebos av nomader, som flyttar på sig säsongsvis och därmed inkräktar på pallaskattens revir.

### Jakt och föda
Liksom andra (små)katter jagar denna katt smygande. Bytesdjuren är främst pipharar, som kan uppgå till 50 % av den totala bytesmängden, men även smågnagare och i mindre grad småfåglar, harar, igelkottar samt ryggradslösa djur. Arten har även setts äta bär och as.

### Fortplantning
Kunskaperna om artens fortplantning är ofullständiga. Honan är parningsberedd endast under ett till två dygn och dräktigheten varar mellan 66 och 75 dagar. Ungarnas antal i kullen är vanligtvis mellan tre och sex, men kullar på upp åtta kattungar har noterats. De föds i regel i april–maj och blir könsmogna vid ett års ålder.

## Pallaskatten och människan

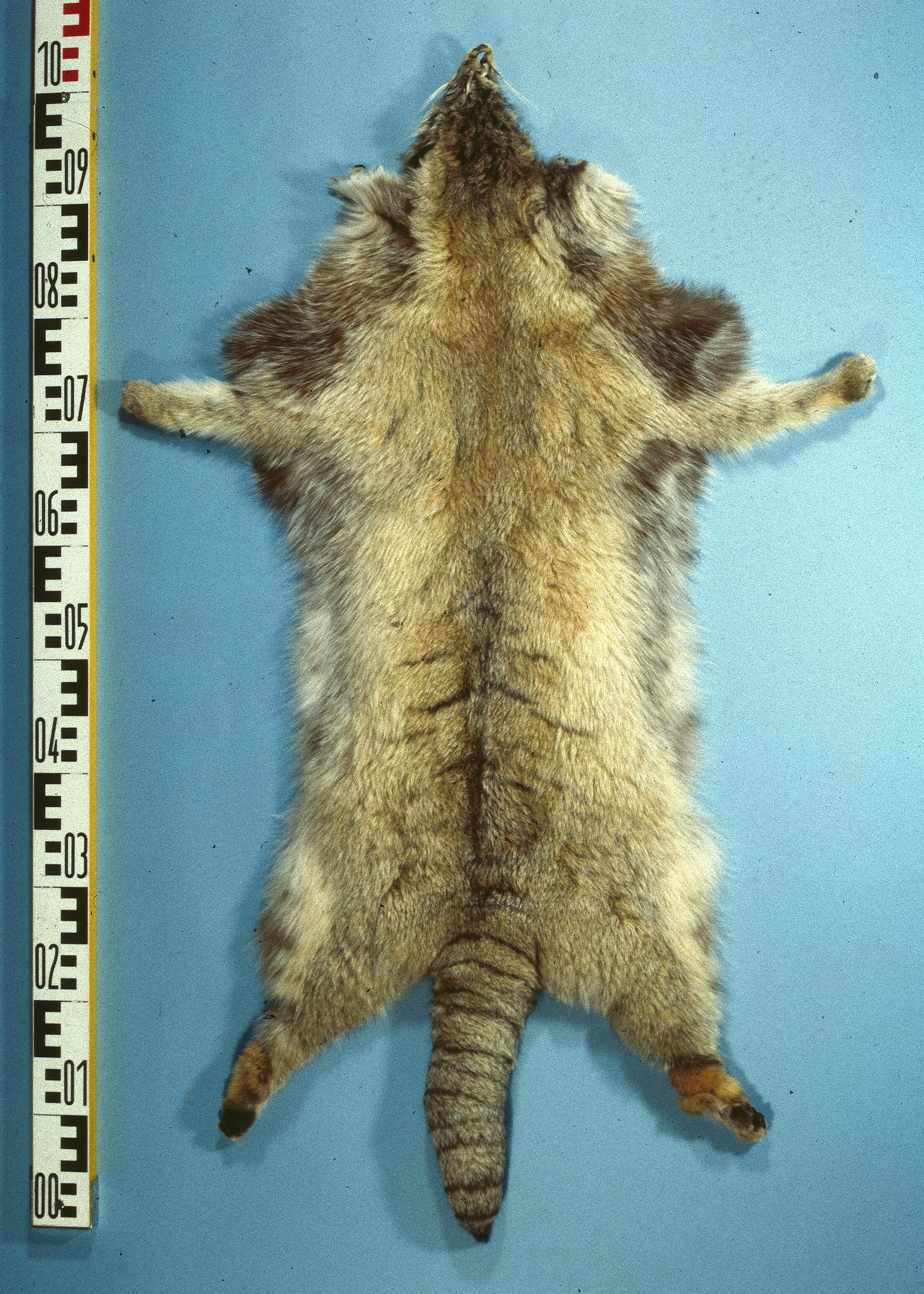
Ett pallaskattskinn. Jakt för pälsens skull förekommer bland annat i Mongoliet.

### Hotbild och skydd
De främsta hoten är predation av andra rovdjur som varg, vildhundar och herdehundar samt laglig och olaglig jakt (inklusive oavsiktlig fångst i fällor avsedda för andra djur). I många länder i området bedrivs förgiftningskampanjer mot pika och gnagare, artens favoritbyten, något som även drabbar pallaskatten. Artens kraftiga fragmentering är även den ett problem. IUCN betraktar dessutom klimatförändringarna som ett stort problem mot områdets ekosystem och indirekt för pallaskatten.
I Mongoliet är pallaskattjakt laglig, trots att arten är utrotningshotad, så länge man gör det för personligt bruk och erhåller ett särskilt tillstånd; antalet djur man får döda med det är däremot inte begränsat. På landsbygden är det vanligt att jaga utan tillstånd. Pallaskatten jagas främst för sin päls, som säljs till Kina, men även för medicinska ändamål.
Även i Kina förekommer jakt mot speciallicens.
Forskningsprojekt som omfattar pallaskatten har företagits i Mongoliet och Ryssland (i Daurskij naturreservat och Altajbergen), däremot inte i Kina, som är hem för en stor del av populationen.

### I djurparker

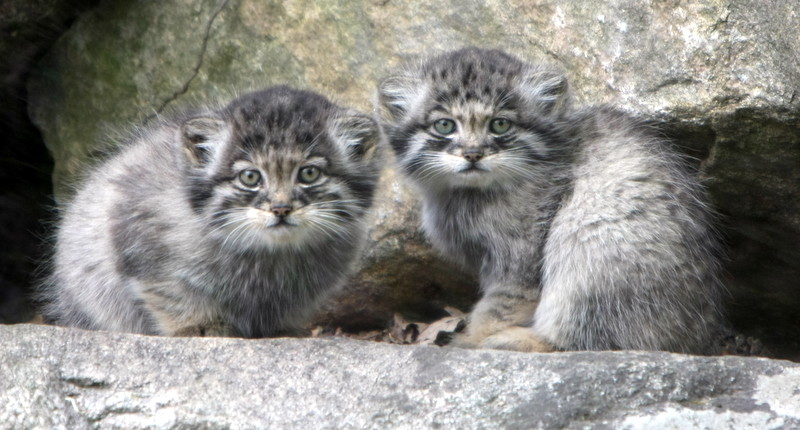
Pallaskattungar i Parken Zoo i Eskilstuna.

Aveln av pallaskatter i djurparker försvåras avsevärt av att ungarna ofta drabbas av toxoplasmos. I amerikanska djurparker uppskattas över 80% av de vuxna katterna bära på parasiten Toxoplasma gondii men de uppvisar vanligtvis inga symtom. När parasiten överförs till fostren blir däremot utgången inte sällan dödlig; merparten, cirka 60% av kattungarna, dör innan de blir 4 månader gamla. Detta till skillnad från tamkatten och andra kattdjur, där den infekterade moderns immunsystem skyddar fostren. Förekomsten av toxoplasmos hos pallaskatter är betydligt högre i djurparker än i vilt tillstånd eftersom de löper en mycket mindre risk att exponeras för parasiten i sitt naturliga habitat. År 2013 överlevde endast tre kullar födda i fångenskap i världen, varav en, bestående av fem ungar, på Nordens Ark i Sverige.
I december 2014 fanns det pallaskatter på 35 djurparker anslutna till den europeiska djurparksföreningen EAZA.

## Galleri

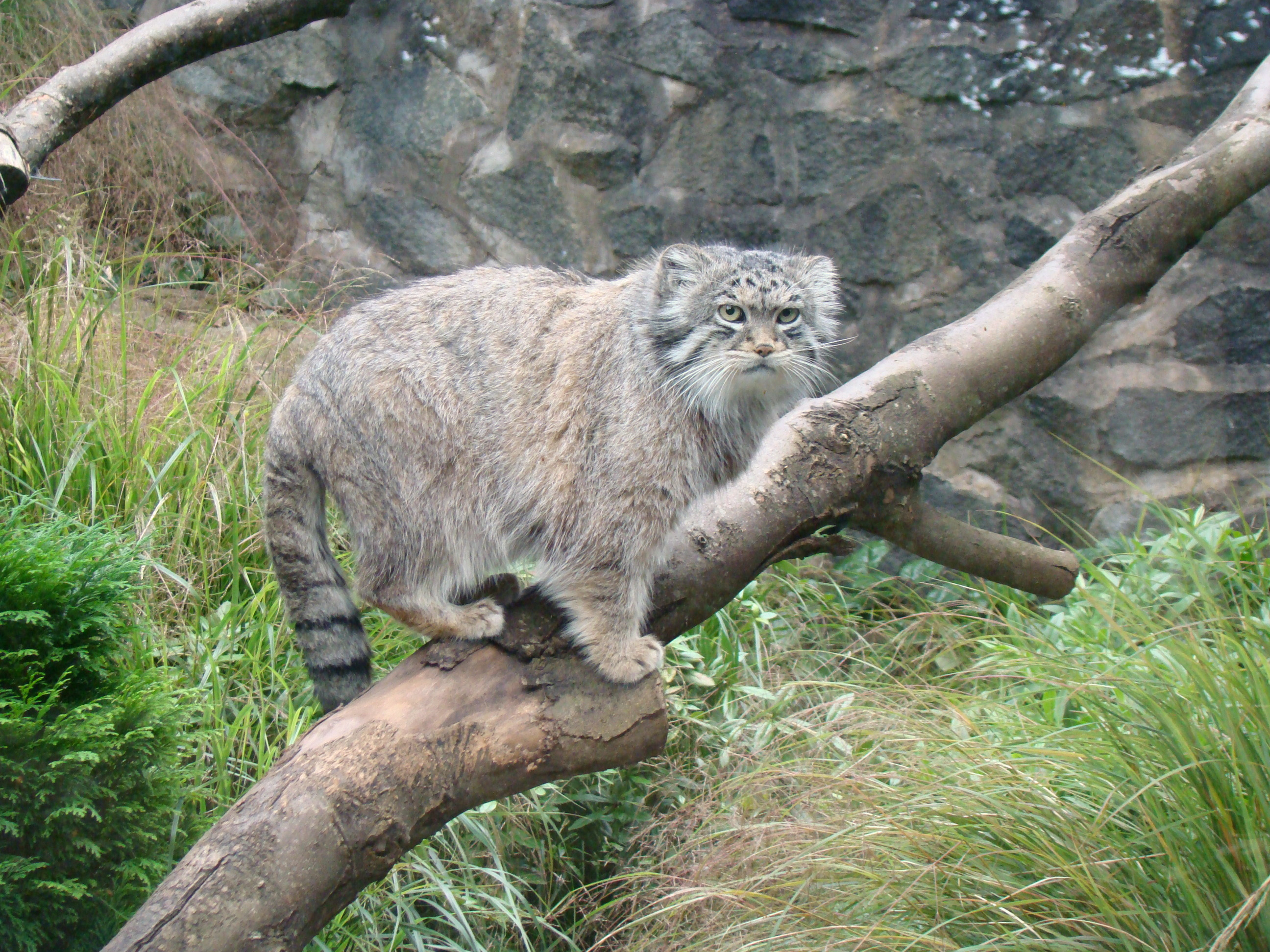
Pallaskatt i Edinburgh Zoo.
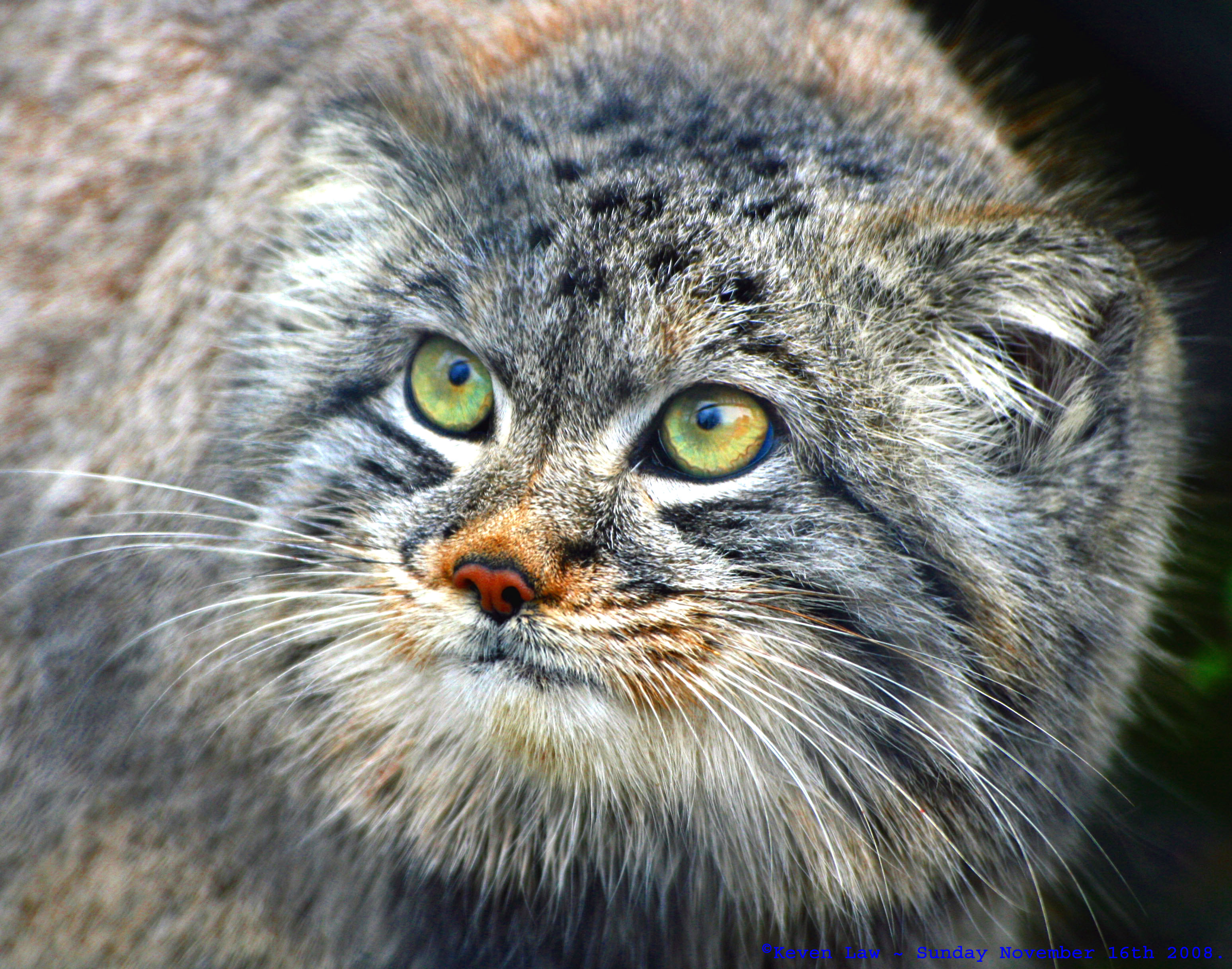
Pallas's cat i Howletts Wild Animal Park.
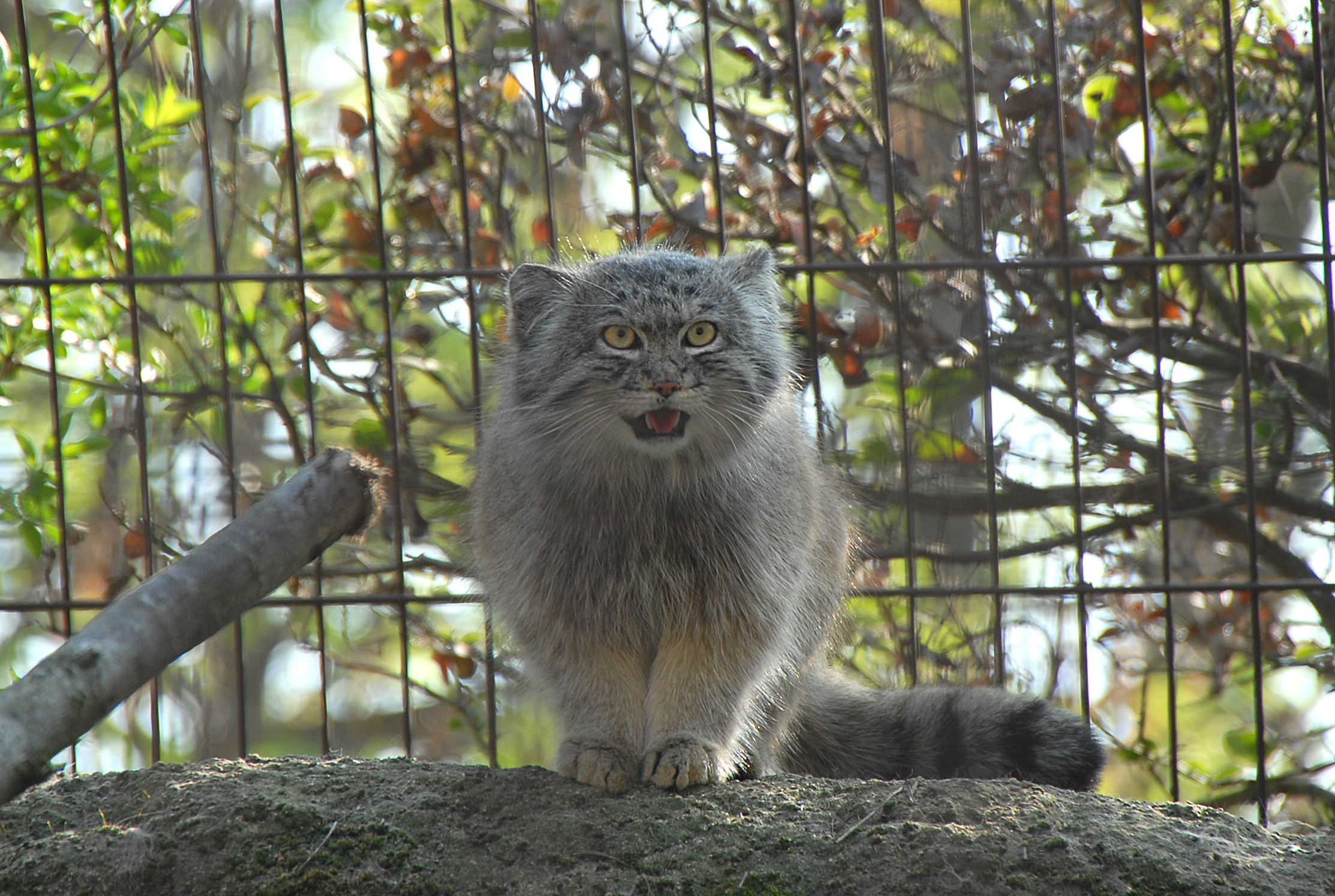
En pallaskatt i sitt hägn i franska Ménagerie du Jardin des Plantes.